# Аттенвайлер
Аттенвайлер (нем. Attenweiler) — община в Германии, в земле Баден-Вюртемберг.
Подчиняется административному округу Тюбинген. Входит в состав района Биберах.  Население составляет 1736 человек (на 31 декабря 2010 года). Занимает площадь 27,21 км².